# Samson Sor Siriporn
Samson Sor Siriporn (Thai: แซมซั่น ส. ศิริพร, * 26. April 1983 in der Provinz Lop Buri) ist eine thailändische Boxerin und aktuelle Damen-Boxweltmeisterin des World Boxing Councils im Leichtfliegengewicht.
Siriporn, die mit siebzehn wegen Drogenhandels zu zehn Jahren Haft verurteilt wurde, lernte im Gefängnis zu Selbstverteidigungszwecken boxen und bestritt den Großteil ihrer Kämpfe hinter Gittern.
Am 3. April 2007 besiegte sie die Japanerin Ayaka Miyano beim Weltmeisterschaftskampf um den bis dato vakanten WBC-Titel im Leichtfliegengewicht der Damen nach einstimmiger Entscheidung der Punkterichter. Der Kampf fand im berüchtigten Klong-Prem-Gefängnis in Bangkok statt.